# Магалиново
Магалиново (на македонска литературна норма: Магалиново), среща се и Магулин и Маргулин, е бивше село в Северна Македония, разположено на територията на община Василево, Струмишко.

## География
Селото се е намирало в северозападните части на Струмишката котловина, източно от село Сушево.

## История
Според Йован Трифуноски през 1906 година селото има 10 „македонски“ домакинства. По това време селото е чифлик на Али-бей от Струмица. Чауш, турчин или албанец, е заместник на Али-бей.
Когато в 1906 година Чауш взема момиче от селото, селяни, подпомогнати от комити, връщат момичето и го изпращат в България. Страхувайки от отмъщение, всички селяни напускат селото. Част от тях се заселват във Василево, където Трифуноски намира фамилията Магалински, по произход от това село.
Трифуноски посещава местността, където намира останки от къщи и от стар селски кладенец. Когато той посещава местността, там има обор за отглеждане на крави на земеделския комбинат ЗИК от Струмица.